# 孙铭九
孙铭九，又名孙铭久，中国军事人物，汉奸，中华人民共和国上海市政府参事、第六届全国政协委员。
1936年12月11日夜，孙铭九奉东北军头领张学良之命率兵于陕西临潼华清池发动军事政变（史称西安事变），扣押时任中华民国领导人，国民政府军事委员会委员长兼行政院院长蒋中正。是时，蒋的卫队在华清池与孙部死战，伤亡惨重。但蒋本人在其掩护下一度成功翻墙逃离现场，惟不久后于骊山上藏身之洼坑（今兵谏亭处）被前来搜捕的东北军抓获。据传言称，蒋曾向前来探望的张学良称孙等今次犯上作乱，此后亦会效法此事，背叛张学良。
张学良送蒋回南京并被蒋方面控制后，东北军实际由王以哲、何柱国等人控制。王何二人在中共周恩来方面劝说下试图为避免爆发内战，与南京蒋政府方面保持联系。而以孙铭九，应德田为首的主张使用武力逼迫蒋方面释放张学良的东北军少壮派对此大为不满，又于1937年2月2日发动兵变（二二事件），杀死王以哲。一度又冲进杨虎城公馆试图杀害杨虎城和当时得知消息在此避难的何柱国，不过经劝说后放弃行刺。二二事件后，东北军许多领导极为惶恐震怒，中共方面遂于2月4日将孙铭九，应德田接到中央苏区暂避。至此之后，东北军大部接受了南京国民政府的整编，不再作为一个政治实体存在。
抗战全面爆发后，中共方面因同蒋介石合作抗日，将孙逐出中央苏区。孙铭九随即投敌叛国，相继任汪伪政府参赞武官，豫北抚安特派员，抚安专员及山东伪军保安副司令。根据另一名汉奸应德田的回忆，孙在同日伪合作期间还曾经到东北军部队去策反，拉拢他们投日伪当汉奸。期间，应德田曾迫于生计，一度投靠他的属下，任职为河南伪教育厅长。
抗日战争胜利后，孙向中华民国国民政府投降并任特务，参加国民政府熊式辉委派的先遣大队赴东北，四处活动并曾试图策划刺杀中共高级领导人陈云。但不久后孙又被共军俘虏，被押送至哈尔滨后向中共方面的李兆麟投降。
第二次国共内战结束后，孙的叛国罪行亦未遭夺取政权的中共方面清算。文化大革命结束后，孙被中共相继任命为全国政协委员，上海市政协委员，上海市人民政府参事。